# ورگیتون دو روساریو کالمون
ورگیتون دو روساریو کالمون (به پرتغالی: Wergiton do Rosário Calmon) مهاجم اهل برزیل است که در شهر ریودو ژانیرو و در تاریخ ۲۸ سپتامبر ۱۹۸۸ به دنیا آمده‌است.
ورگیتون دو روساریو کالمون در تیم‌های فوتبال Bangu سابقهٔ حضور دارد.